# 达金-维斯特反应
达金－维斯特反应（Dakin–West reaction）是α-氨基酸在碱（吡啶）存在的条件下，与乙酸酐生成羧羟基被甲基取代、氨基被乙酰化的产物（即α-酰胺基酮）的反应 。

## 作用与用途
达金－维斯特反应被用于马钱子碱的经典合成，模拟肽的合成以及其他类合成。